# آخرین کشتی (مجموعه تلویزیونی)
آخرین کشتی (به انگلیسی: The Last Ship) مجموعه تلویزیونی درام آمریکایی در گونه پسارستاخیزی بر اساس رمانی با همین نام نوشته ویلیام برینکلی است. در می ۲۰۱۳ شبکه تی ‌ان ‌تی این مجموعه را برای ده قسمت برنامه‌ریزی کرد. پخش این مجموعه از تاریخ ۲۲ ژوئن ۲۰۱۴ آغاز شد.
در ۱۸ ژوئیه ۲۰۱۴، ساخت فصل دوم ۱۳ قسمتی برای آخرین کشتی آغاز و پخش آن هم از ۲۱ ژوئن آغاز شد.
در ۱۲ آگوست ۲۰۱۵، اِریک دِین اعلام کرد که ساخت فصل سوم آخرین کشتی که باز هم ۱۳ قسمتی خواهد بود در دستور کار قرار گرفته‌است و قرار است پخش آن در تابستان ۲۰۱۶ آغاز شود.
و تا سال 2020 در 5 فصل در حال پخش است.

## خلاصه
بعد از اینکه یک بیماری همه‌گیر، ۸۰ درصد جمعیت جهان را از پا درمی‌آورَد، افراد یک کشتی جنگی آمریکایی که مبتلا نشده‌اند باید تمام تلاششان را به کار ببندند تا درمانی برای حفظ بقای بشر بیابند.

## قسمت‌ها

### فصل ۱ (۲۰۱۴)
| قسمت در کل مجموعه | قسمت در در فصل | عنوان                      | کارگردان             | نویسنده                                             | تاریخ اصلی پخش | میزان بیننده در آمریکا (به میلیون) |
| ----------------- | -------------- | -------------------------- | -------------------- | --------------------------------------------------- | -------------- | ---------------------------------- |
| ۱                 | ۱              | «مرحله شش»                 | Jonathan Mostow      | فیلمنامه تلویزیونی از: Hank Steinberg و Steven Kane | ۲۲ ژوئن ۲۰۱۴   | 5.33                               |
| ۲                 | ۲              | «به گوانتانامو خوش آمدید»  | Jack Bender          | Hank Steinberg و Josh Schaer                        | ۲۹ ژوئن ۲۰۱۴   | 4.65                               |
| ۳                 | ۳              | «ناوبری کور»               | Jack Bender          | Steven Kane                                         | ۶ ژوئیه ۲۰۱۴   | 4.09                               |
| ۴                 | ۴              | «به آنجا خواهیم رسید»      | Jack Bender          | Quinton Peeples                                     | ۱۳ ژوئیه ۲۰۱۴  | 4.56                               |
| ۵                 | ۵              | «اِل تورو»                  | Paul Holahan         | Hank Steinberg و Cameron Welsh                      | ۲۰ ژوئیه ۲۰۱۴  | 4.06                               |
| ۶                 | ۶              | «حبس»                      | Sergio Mimica-Gezzan | Hank Steinberg                                      | ۲۷ ژوئیه ۲۰۱۴  | ۴٫۳۶                               |
| ۷                 | ۷              | «کمـک»                     | Michael Katleman     | Jessica Butler و Jill Blankenship                   | ۳ اوت ۲۰۱۴     | ۴٫۱۵                               |
| ۸                 | ۸              | «دو ملوان وارد بار می‌شوند» | Michael Katleman     | Josh Schaer و Cameron Welsh                         | ۱۰ اوت ۲۰۱۴    | ۴٫۶۱                               |
| ۹                 | ۹              | «آزمایش‌های»                | Jack Bender          | Onalee Hunter Hughes                                | ۱۷ اوت ۲۰۱۴    | ۴٫۱۲                               |
| ۱۰                | ۱۰             | «هیچ جا خانه نمی‌شود»       | Brad Turner          | Steven Kane                                         | ۲۴ اوت ۲۰۱۴    | ۴٫۳۸                               |

### فصل ۲ (۲۰۱۵)
فصل دوم از ۲۱ ژوئن آغاز شد.
| قسمت در کل مجموعه | قسمت در فصل | عنوان                 | کارگردان             | نویسنده                         | تاریخ اصلی پخش | کد تولید  | میزان بیننده در آمریکا (به میلیون) |
| ----------------- | ----------- | --------------------- | -------------------- | ------------------------------- | -------------- | --------- | ---------------------------------- |
| ۱۱                | ۱           | «شهر خیالی»           | Jack Bender          | Hank Steinberg و Steven Kane    | ۲۱ ژوئن ۲۰۱۵   | اعلان‌نشده | 2.94                               |
| ۱۲                | ۲           | «با کشتی‌ها بجنگ»      | Jack Bender          | Hank Steinberg & Steven Kane    | ۲۱ ژوئن ۲۰۱۵   | اعلان‌نشده | 2.94                               |
| ۱۳                | ۳           | «این شایعه نیست»      | Tim Matheson         | Hank Steinberg                  | ۲۸ ژوئن ۲۰۱۵   | اعلان‌نشده | 3.28                               |
| ۱۴                | ۴           | «تسلّی»                | Sergio Mimica-Gezzan | Steven Kane                     | ۵ ژوئیه ۲۰۱۵   | اعلان‌نشده | 2.62                               |
| ۱۵                | ۵           | «اشیل»                | اعلان‌نشده            | اعلان‌نشده                       | ۱۲ ژوئیه ۲۰۱۵  | اعلان‌نشده | 3.00                               |
| ۱۶                | ۶           | «سفر در این روز بلند» | اعلان‌نشده            | اعلان‌نشده                       | ۱۹ ژوئیه ۲۰۱۵  | اعلان‌نشده | 3.02                               |
| ۱۷                | ۷           | «تنها و نترس»         | اعلان‌نشده            | اعلان‌نشده                       | ۲۶ ژوئیه ۲۰۱۵  | اعلان‌نشده | 2.96                               |
| ۱۸                | ۸           | «منطقه امن»           | Hank Steinberg       | Hank Steinberg                  | ۲ اوت ۲۰۱۵     | ۲۰۷       | 2.86                               |
| ۱۹                | ۹           | «مسئولیت داشتن»       | پیتر ولر             | Nic Van Zeebroeck               | ۹ اوت ۲۰۱۵     | ۲۰۸       | 2.98                               |
| ۲۰                | ۱۰          | «حمله به خودی»        | ماریو فن پیبلز       | Onalee Hunter Hughes            | ۱۶ اوت ۲۰۱۵    | ۲۰۹       | ۲٫۸۱                               |
| ۲۱                | ۱۱          | «وال‌کِیه‌ری»            | Olatunde Osunsanmi   | Steven Kane                     | ۲۳ اوت ۲۰۱۵    | ۲۱۰       | ۲٫۶۹                               |
| ۲۲                | ۱۲          | «دستور غارت»          | Greg Beeman          | Mark Malone & Nic Van Zeebroeck | ۳۰ اوت ۲۰۱۵    | ۲۱۱       | ۲٫۹۶                               |
| ۲۳                | ۱۳          | «اتحادی کامل‌تر»       | Jack Bender          | اعلان‌نشده                       | ۶ سپتامبر ۲۰۱۵ | ۲۱۲       | ۲٫۷۵                               |

### فصل ۳ (۲۰۱۶)
فصل سوم در تابستان ۲۰۱۶ پخش می‌شود.
تا تاریخ ۲۰/۵/۹۵ هشت قسمت از فصل سوم به نمایش درآمد.

## بازخورد منتقدان
آخرین کشتی با استقبال گسترده منتقدان روبرو شد و اکنون در متاکریتیک امتیاز ۶۱ از ۱۰۰ را دارد که بر اساس نظر ۲۲ نفر که نظرشان "در مجموع مورد پسند" بوده، ثبت شده‌است. امتیاز فیلم در راتن تومیتوس هم بر اساس نظر ۲۸ نفر که امتیاز "Fresh" و ۶ از ۱۰ به مجموعه داده‌اند %۶۴ است و نظر اجماع منتقدان سایت هم این است: "سکانس‌های اکشن در حد فیلم سینمایی و انتخاب درست بازیگران باعث شده تا آخرین کشتی، مسیر خود را به آرامی طی کند، ضمن اینکه اینچنین داستانی قبلاً دیده نشده بود". این وب‌سایت به فصل دوم این مجموعه امتیاز ۹۵ درصد از ۱۵۶ رأی داده است.